# Departure (米倉千尋のアルバム)
Depaeture（デパーチャー）は、米倉千尋12枚目のアルバムである。

## 収録曲
1. My Departure
  - 作詞：米倉千尋、作曲：鵜島仁文、編曲：小板良輔
2. Shooting Star
  - 作詞・作曲：影山ヒロノブ、編曲：tatsuo(from everset)
3. スピカ
  - 作詞・作曲：米倉千尋、編曲：高山和芽
4. ラブ・ファイター
  - 作詞：米倉千尋、作曲・編曲：川添智久
5. 12番目の・・
  - 作詞・作曲：石川智晶、編曲：葉山拓亮
6. Be ambitious！
  - 作詞・作曲：米倉千尋、編曲：高山和芽
7. Dream On Dream〜夢の続き〜
  - 作詞：渡辺なつみ、作曲：田中公平、編曲：葉山拓亮
8. Overwrite！
  - 作詞：桃井はるこ、作曲：YOFFY（サイキックラバー）、編曲：tatsuo(from everset)
9. プレリュード
  - 作詞：奥井雅美、作曲：米倉千尋、編曲：小板良輔
10. Smile Go Happy〜君に贈る言葉〜
  - 作詞・作曲：米倉千尋、編曲：高山和芽